# Louis Faignart
Louis André Faignart (* 10. Februar 1803 in Saint-Vaast; † 6. Dezember 1882 in Longchamps, Gemeinde Bertogne) war ein belgischer Industrieller und Politiker der Katholischen Partei. Er war von 1846 bis 1864 Mitglied der Belgischen Abgeordnetenkammer.

## Biografie
Der Sohn von Jean-Baptiste Faignart und Marie Pieron war mit Clarisse Boucquéau verheiratet. Er war der Schwiegervater der Politiker Victor Allard, Amedée Visart de Bocarmé und Emile Van Hoorde und der Großvater von Baron Josse Allard.
Nach dem frühen Tod seines Vaters war Faignart als Industrieller und Landwirt tätig. Er arbeitete als Banker in La Louvrière und als Zuckerhersteller in Saint-Vaast. Er besaß auch mehrere andere Unternehmen.
Faignart war von 1844 bis 1848 Hennegauer Provinzialrat aus dem Kanton Le Roeulx und von 1869 bis 1875 Gemeinderat in Saint-Vaast, wo er auch Schöffe wurde. Von 1846 bis 1864 vertrat er den Bezirk Soignies in der Belgischen Abgeordnetenkammer für die Katholische Partei. Zudem war er Mitglied des Provinzialen Landwirtschaftsgremiums von Hennegau und des Oberen Landwirtschaftsrats Belgiens.
Am 6. Juni 1856 wurde er zum Ritter des Leopoldsordens ernannt.